# Chilella rugella
Chilella rugella är en insektsart som beskrevs av Delong och Freytag 1967. Chilella rugella ingår i släktet Chilella och familjen dvärgstritar. Inga underarter finns listade i Catalogue of Life.